# Стадион Перпарим Тачи
Стадион Порпарим Тачи (алб. Përparim Thaçi Stadium) је вишенаменски стадион у Призрену, Србија. Тренутно се користи највише за фудбалске мечеве и домаћи је терен ФК Лирија Призрен.
Стадион тренутно има капацитет за око 15.000 људи.